# ロジャー・メレン
ロジャー・ダグラス・メレン（Roger Douglas Melen、1946年 - ）は、アメリカ合衆国の電子工学者・実業家であり、初期のマイクロコンピュータ産業に対する貢献と、工学的な発明で知られている。
メレンは、最も古いマイクロコンピュータ会社の一つであるクロメンコ社の共同創立者である。クロメンコは、カラーグラフィックスシステムを開発し、テレビ放送やアメリカ空軍の作戦計画システムで広く使用された。また、中国で最初に普及したマイクロコンピュータシステムを開発した。また、メレンは、CCDイメージセンサ、超音波イメージングシステム、埋め込み型人工内耳装置、画像処理技術、車両情報システムなどの開発にも多大な貢献をしている。
メレンは、シリコンバレーの歴史の中で最も重要な発明家、革新者の一人として認められている。

## 初期の経歴
若い時から、メレンはカリフォルニア州チコの自宅でWB6JXUというコールサインのアマチュア無線局を運営していた。カリフォルニア州立大学チコ校に通い、1968年に電気工学の学士号(B.S.E.E.)を取得した。彼が最初に発表した発明品である、"Beatnote Basher"（ビートノート・バッシャー）というオーディオ・フィルターは、1969年にアマチュア無線雑誌『73』誌に掲載された。メレンはスタンフォード大学大学院に進学した。スタンフォード大学で知り合ったハリー・ガーランドと共同で、『ポピュラーエレクトロニクス』誌に、ホビイスト向けの電子工作に関する記事を6年間にわたり執筆した。この間、ガーランドとメレンはUnderstanding IC Operational Amplifiers（ICオペアンプの理解）とUnderstanding CMOS Integrated Circuits（CMOS集積回路の理解）という2冊の本も出版した。スタンフォード大学で、1969年に電気工学の修士号(M.S.E.E.)を、1973年に博士号(Ph.D.)を取得した。
メレンは、1972年にスタンフォード集積回路研究所の研究スタッフに招かれ、1974年に同研究所の副所長に就任した。メレンは、固体撮像素子の高画質化において、電荷結合素子(CCD)技術がMOS技術よりも大きな可能性を秘めていることを認識し、目の不自由な人のための読取装置「オプタコン」に応用するためのCCDイメージセンサの開発に取り組んだ。また、CCD技術を医療用超音波イメージングシステムに応用し、重度難聴者のための埋め込み型人工内耳装置の開発も行った。
メレンとガーランドは大学院修了後も『ポピュラーエレクトロニクス』誌への寄稿を続けていたが、これが後の彼らの人生を変える出会いをもたらすことになる。1974年、メレンたちは"Cyclops"（サイクロプス）と名付けたデジタルカメラを設計し、その記事を『ポピュラーエレクトロニクス』に寄稿した。Cyclopsについて議論するためにニューヨークの『ポピュラーエレクトロニクス』の編集部を訪れていたメレンは、そこでMITS社のAltair 8800の試作機を目にした。デジタルカメラCyclopsをAltairから制御するためのインターフェイスの可能性を認識したメレンは、カリフォルニアへ帰る途中でニューメキシコ州アルバカーキに立ち寄り、MITS社の社長・エド・ロバーツを訪ねた。ロバーツは、Altairのサードパーティによる参入を望んでおり、メレンにCyclopsとAltairとのインターフェイスの開発を勧めた。ロバーツはメレンがインターフェイスの開発に取り掛かることができるよう、Altairを速やかにメレンに送ることを約束した。

## クロメンコ
『ポピュラーエレクトロニクス』1975年1月号の表紙にMITS社のAltair 8800が登場し、翌月号にはCyclopsが表紙を飾った。メレンはCyclopsをAltairに接続するためのインターフェイスの開発に着手した。CyclopsおよびそのAltairとのインターフェースを販売するために、メレンとガーランドは会社を設立した。2人が大学院生時代に住んでいたスタンフォード大学の寮「クロサーズ記念館」(Crothers Memorial)に因んでクロメンコ(Cromemco)と名付けた。Altairはすぐに成功を収め、これをきっかけにクロメンコは他の製品を開発する機会を得た。
メレンとガーランドが開発した次の製品は、"Dazzler"というAltair用のカラーグラフィックインターフェイスだった。Dazzlerは、『ポピュラーエレクトロニクス』1976年2月号の表紙に掲載された。クロメンコは他にも製品を開発し、さらにはZ80やMC68000を使用したマイクロコンピュータを開発した。クロメンコのマイクロコンピュータは、米国の多くのテレビ局のグラフィック生成に使用され、米空軍の作戦計画システムとして広く展開され、中国で広く配布された最初のマイクロコンピュータシステムとなった。メレンは、1975年の創業から1987年のダイナテック社への売却まで、クロメンコ社の研究開発担当副社長を務めた。

## その後の経歴
メレンは、シリコンバレーのキヤノンアメリカ研究開発センターで、1990年の設立時から2001年まで研究開発担当ヴァイスプレジデントを務めた。この間、ドキュメントイメージング、ステレオ写真、放射線画像システムなどの画像処理技術の開発に従事した。2001年には、トヨタIT開発センターのアメリカ法人に上級顧問として入社し、自動車の安全性と効率性を支える自動車情報システムの技術開発に注力している。

## 認知
メレンは、IEEEの論文誌Charge-Coupled Devices: Technology and Applicationsの編集者を務めた。他にも、Understanding IC Operational Amplifiers（ICオペアンプの理解）とUnderstanding CMOS Integrated Circuits（CMOS集積回路の理解）の2冊の技術書を執筆している。
メレンのコンピュータ業界への貢献は、数多くの書籍やテレビ番組で認められており、PBSのドキュメンタリー番組"Triumph of the Nerds"などに出演している。
メレンは50の米国特許を取得している。